# Pictures at an Exhibition (Emerson,-Lake-&-Palmer-Album)

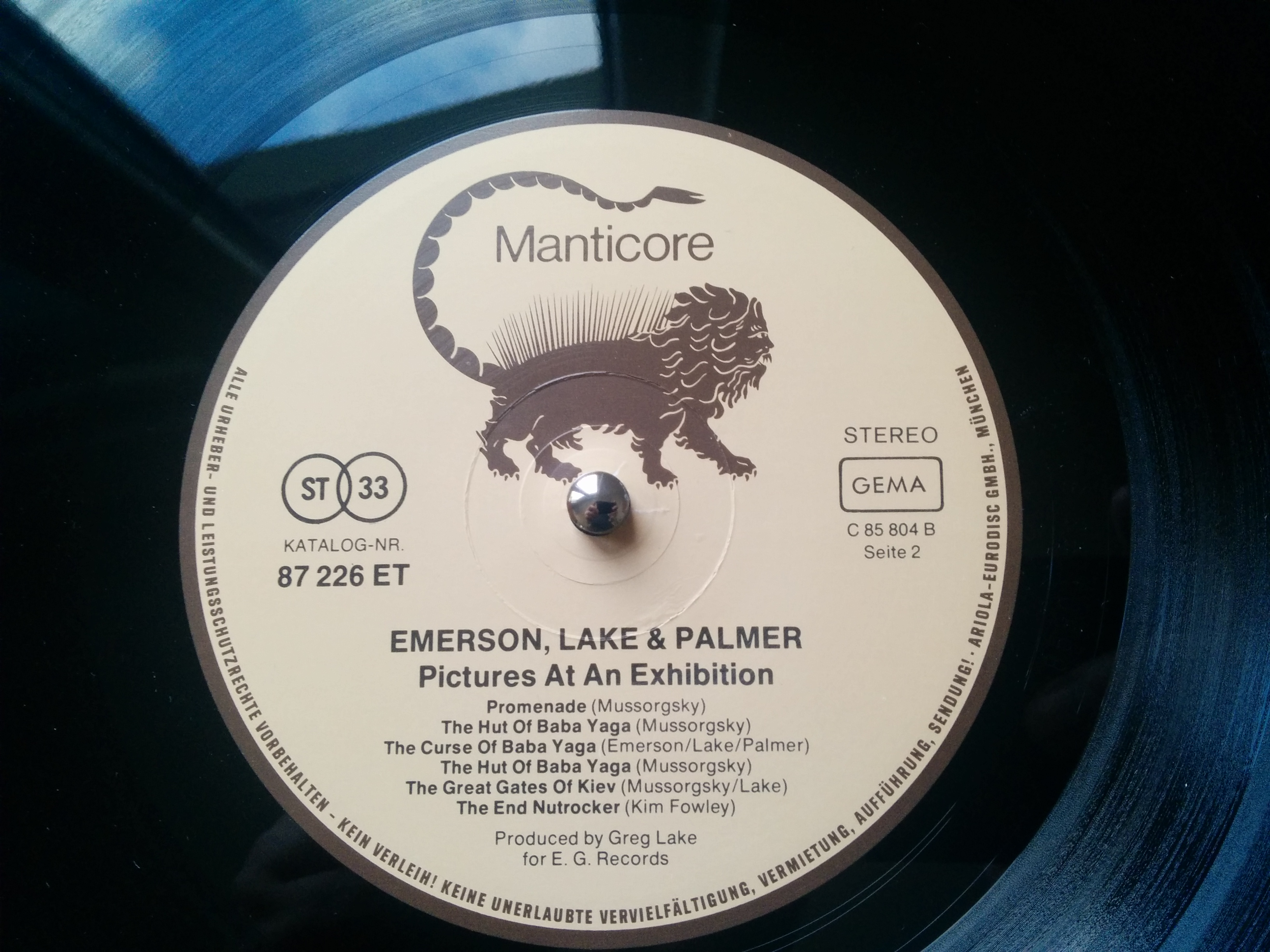
Platten-Label von Pictures at an Exhibition

Pictures at an Exhibition ist ein Livealbum der britischen Progressive-Rock-Band Emerson, Lake and Palmer. Es wurde am 26. März 1971 in der Newcastle City Hall aufgenommen. Im Dezember 1971 stand das Album auf Platz 3 der britischen Album-Charts.

## Musik und Aufnahmen

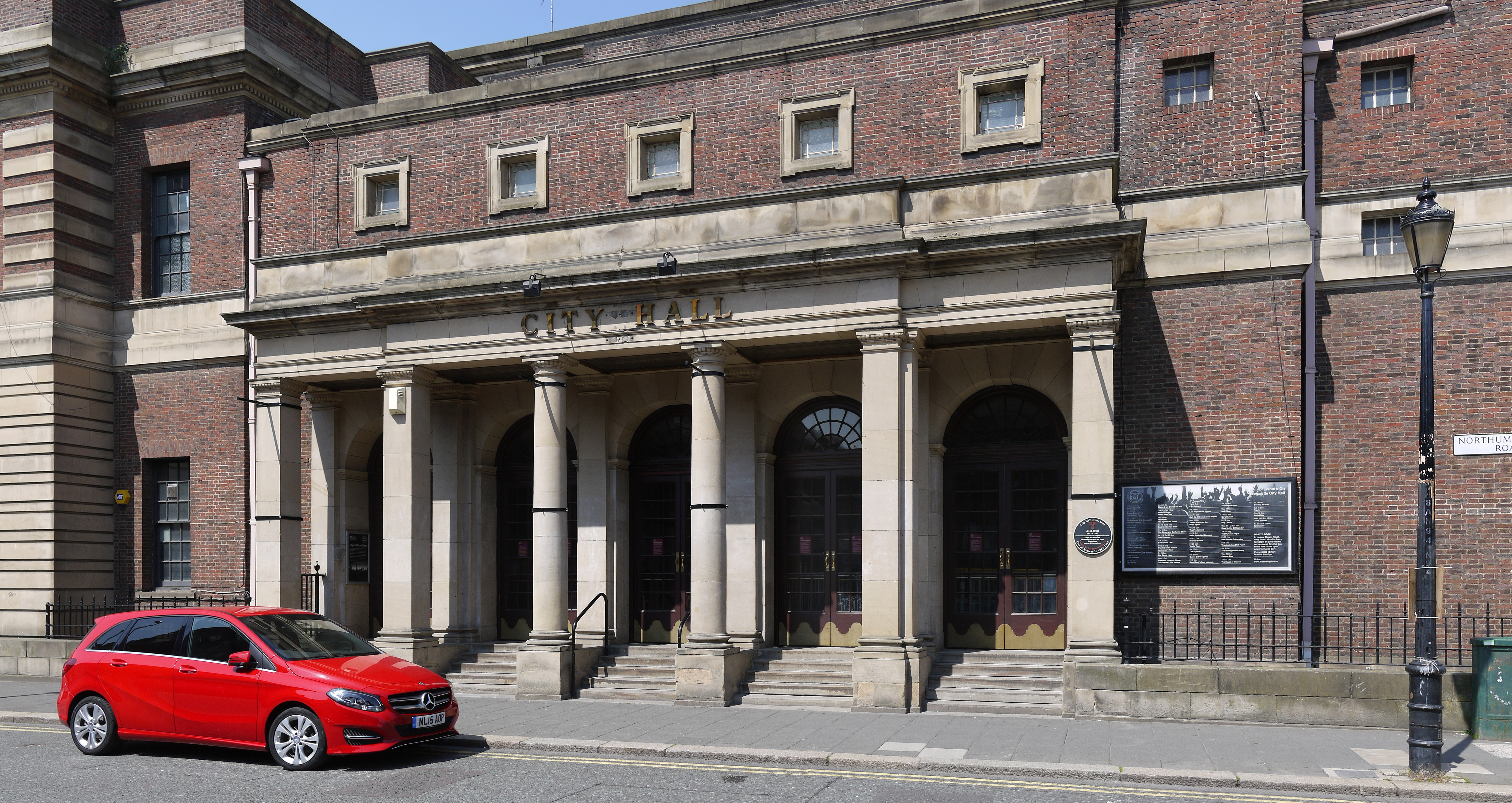
Newcastle City Hall, wo das Album aufgenommen wurde.

Pictures at an Exhibition enthält das titelgebende Stück, eine freie Bearbeitung von Modest Mussorgskis Klavierzyklus Bilder einer Ausstellung, und die Zugabe Nutrocker. Das Werk besteht aus der Promenade, dem Gang von Bild zu Bild, und den Bildern selbst. Die einleitende Promenade wurde von Keith Emerson auf der Orgel der City Hall gespielt.
Das Originalwerk von Mussorgski besteht aus zehn Bildern, von denen ELP nur vier bearbeitet haben. Dafür erhielten einige der ursprünglich instrumentalen Stücke zusätzlich Text und damit Gesangspassagen. Nur mit The Sage und einem kurzen Zwischenspiel davor wurde ein eigenes Bild ins Spiel gebracht.
Mangels Erklärungstexten und falschen Track-Bezeichnungen auf den Verpackungen der Tonträger, und durch falsch gesetzte Marker auf den CDs werden die Stücke von Hörern teilweise falsch interpretiert und zugeordnet. Hier die korrekte Zuordnung:
1. Promenade: Orgelsolo
2. The Gnome: Gruppe (instrumental)
3. Promenade: Orgel mit Gesang
4. (Zwischenspiel: kurzes Synthesizersolo – kommt bei Mussorgsky nicht vor)
5. The Sage: Akustische Gitarre mit Gesang – eigenständige Komposition im Stil eines mittelalterlichen Minnesängers, offenbar als getragene Einleitung zum Stück The Old Castle
6. The Old Castle/Blues Variation: Gruppe (instrumental) – nach einer Moog-Ribbon-Controller-Einlage wird das Thema von The Old Castle, das im Original ein getragenes Stück ist, stark beschleunigt dargebracht. Ansatzlos geht das Stück in die Variation über, in der Emerson das Thema in seiner typischen Art und Weise variantenreich verarbeitet. Die Blues Variation ist somit kein eigenes Stück, sondern gehört zu The Old Castle.
7. Promenade: Gruppe (instrumental)
8. The Hut of Baba Yaga: Gruppe – zunächst instrumentale Einleitung, die Einleitung zu
9. The Curse of Baba Yaga: ist ebenfalls im Originalklavierstück The Hut of Baba Yaga enthalten, entfaltet sich aber hier zu einem Rockstück mit Gesang, die Musik ist weitgehend eine Bearbeitung des Originals, dessen instrumentales Finale wieder als
10. The Hut of Baba Yaga bezeichnet wird.
11. The Great Gates of Kiev: Gruppe mit Gesang – auch im Original das letzte Bild. Die in der Originalfassung für Klavier angedeuteten Glockenschläge werden hier von Carl Palmer auf Röhrenglocken gespielt, die zu diesem Zweck Teil von Palmers Schlagwerk wurden. Im Mittelteil finden sich die Live-Orgel-Eskapaden von Keith Emerson, bei der er eine seiner beiden Hammond-Orgeln, der Modelle C3 und L100, zuerst mit messerartigen Gegenständen attackiert, um Töne anzuhalten, sie auf einer Ecke aufstellt und in den Lautsprecher dreht, um Rückkopplungseffekte zu erreichen und sie abschließend gänzlich umwirft. Im Finale wurden bei der Erstaufführung beim Isle of Wight Festival zusätzlich zwei Kanonen gezündet, die danach nie wieder, auch nicht auf der gegenständlichen Aufnahme, eingesetzt wurden.

Das Album wird mit Nutrocker, einer Aufnahme von Kim Fowleys rockiger Variation (1962) vom Marsch der Zinnsoldaten aus Tschaikowskis Nussknacker abgeschlossen. Pictures at an Exhibition wurde bei späteren Aufführungen stark gekürzt, so auch dokumentiert auf der LP In Concert von 1979. Hier fehlen die Titel The Sage/The Old Castle/Blues Variation und The Curse of Baba Yaga.

## Text und Albumcover
Als Texter wird neben Greg Lake auch Andy Fraser angegeben. Letzterer war ein Roadie der Band, der an den Texten mitschrieb. Greg Lake sagte später: „Wir haben ihn zwar in den Credits aufgeführt, aber er hat kein Geld dafür bekommen.“
Das Klapp-Cover der LP wurde wie auch schon das von Tarkus von William Neal nach Motiven des russischen Künstlers Wiktor Hartmann gestaltet. Es zeigt auf den Außenseiten leere, aber mit den Titeln versehene Bilderrahmen. Auf der Innenseite des Klappcovers sind die Rahmen bis auf den mit Namen Promenade mit entsprechenden Bildern gefüllt, die für das Cover neu geschaffen wurden und nichts mit den Originalbildvorlagen Hartmanns zu tun haben. Neals Gemälde hängen jetzt in der Hammersmith Town Hall, einem Regierungsgebäude im Londoner Stadtteil Hammersmith.

## Rezeption
In Großbritannien nahmen Kritiker das Album allgemein positiv auf, wo Emerson, Lake & Palmer von der Zeitschrift Melody Maker im selben Jahr zur besten Gruppe des Jahres gekürt wurde. In den Vereinigten Staaten fielen die Kritiken jedoch negativer aus, da eine neue Gruppe von Musikkritikern gegen die Auswüchse des Progressive Rock wetterte, allen voran Robert Christgau, der das Album mit D+ bewertete, was nach seiner Punktelegende für: „ein entsetzliches Stück Schund und/oder ein völlig verpfuschtes Zeugnis von Aufrichtigkeit/Ernsthaftigkeit“ steht. Der für den Rolling Stone schreibende Lester Bangs machte sich über den Versuch lustig, eine klassische Suite zu covern. Trotz der negativen Kritiken war das Album jedoch ein großer Erfolg bei den Fans, und eine gekürzte Version von Pictures wurde bis zum Ende der Bandkarriere als Live-Zugabe verwendet.
Rückblickende Reaktionen auf das Album sind nach wie vor sehr geteilt. Einige bejubeln es als einen Höhepunkt des Progressive-Rock-Genres, während andere es als dessen Tiefpunkt beklagen. Bruce Eder AllMusic hält es für „eines der wegweisenden Dokumente der Progressive-Rock-Ära, eine Platte, die in die Sammlungen von Millionen von Highschool-Kindern gelangte, die noch nie von Modest Mussorgsky und der Gruppe der Fünf gehört hatten.“ Die Platte sei aber von vielen Freunden der Klassischen Musik wie ein bewaffneter Angriff empfunden worden. Eder bemängelte die Soundqualität der Liveaufnahme aus den frühen 1970er Jahre, lobte jedoch das Spiel der Musiker, vor allem das von Greg Lake. Er bewertet es mit 3,5/5 Punkten, wohingegen 864 Benutzer 4/5 Punkten vergaben. Auf Prog Archives wird es 1090 Benutzer mit 3,88/5 Sternen bewerten, wobei 38 % die volle Punktzahl vergaben.
Deutsche Kritiken bewegen sich eher im positiven Rahmen. Auf dem Progressive-Rock-Portal Babyblaue Seiten wird es mit 10 bis 15/15 Punkten bewertet. Ralf J. Günther schreibt: „Alben wie Pictures at an Exhibition - und in jenen Jahren gab es schließlich eine ganze Menge ähnlich gelagerter Projekte - haben viel dazu beigetragen, dem Rock eine etwas (oder sogar: sehr viel) komplexere musikalische Sprache beizubringen. Ganz klar - Klassik-Adaptionen waren dazu nicht der einzige und schon gar nicht der Königsweg, aber sie waren ein Weg neben anderen. Und trotz des häufigen Hangs zum Spektakel und zur Sentimentalität konnten sie durchaus überzeugend klingen, wenn sie gut gemacht waren, was mir bei den "Pictures" der Fall zu sein scheint.“
Robert Dimery nahm Pictures at an Exhibition  in seinem 2005 erschienenen Buch 1001 Albums You Must Hear Before You Die auf.
Laut Carl Palmer stiegen nach Veröffentlichung des Albums auch die Verkaufszahlen von Tonträgern und orchestrale Aufführungen von Mussorgskis klassischem Werk.

## Titelliste
Seite 1
1. Promenade (Mussorgski) – 1:58
2. The Gnome (Mussorgski/Palmer) – 4:18
3. Promenade (Mussorgski/Lake) – 1:23
4. The Sage (Lake) – 4:42
5. The Old Castle (Mussorgski/Emerson) – 2:33
6. Blues Variation (Emerson/Lake/Palmer) – 4:22

Seite 2
1. Promenade (Mussorgski) – 1:29
2. The Hut of Baba Yaga (Mussorgski) – 1:12
3. The Curse of Baba Yaga (Emerson/Lake/Palmer) – 4:10
4. The Hut of Baba Yaga (Mussorgski) – 1:06
5. The Great Gates of Kiev/The End (Mussorgski/Lake) – 6:37 (Ende von Pictures at an Exhibition)
6. Nutrocker (Tschaikowski, Fowley) – 4:26

CD-Bonustrack
1. Pictures at an Exhibition (studio edition) * (Mussorgsky/Emerson/Lake/Palmer) – 15:28
  1. Promenade – 1:44
  2. The Gnome – 2:07
  3. Promenade – 1:46
  4. The Sage – 3:08
  5. The Hut of Baba Yaga – 1:17
  6. The Great Gates of Kiev – 5:26

* Diese Studioversion (alle anderen Veröffentlichungen zuvor waren live) von 1993 ist als Bonustrack auf der Remastered Edition aus dem Jahr 2001 enthalten. Zuvor wurde sie bereits im Box-Set The Return of the Manticore und einigen Auflagen des Albums In the Hot Seat von 1994 veröffentlicht.

## Einstufung im Bandkatalog
Es fällt schwer das Album in einer Diskografie einzusortieren. Einerseits ist es live eingespielt, andererseits enthält es ausschließlich neues Material. Im deutschen und spanischen Sprachraum wird es als drittes Studioalbum gewertet, während es im englischsprachigen Raum, sowie in Polen und Italien, als reines Livealbum gesehen wird und erst Trilogy als drittes Album gilt. An sich, könnte man natürlich ergänzend auch von einem Konzeptalbum sprechen.

## Video
Das Werk wurde bereits am 9. Dezember 1970 im Lyceum Theatre live präsentiert – nur zwei Monate zuvor war das Debüt-Studioalbum Emerson, Lake & Palmer erschienen. Eine Videoaufnahme des Konzerts (ohne Nutrocker) wurde 1973 erstmals veröffentlicht und war später als VHS und DVD verfügbar. Passagen des Videos sind von Animationen („Marvel Animation“) von Dick Preston und Kolorierungen von Laurie Atkin geprägt.

### Titelliste des Videos
1. Promenade (Mussorgsky / Arr. Emerson)
2. The Gnome (Mussorgsky / Arr. Palmer)
3. Promenade (Mussorgsky / Arr. Lake)
4. The Sage (Lake)
5. The Old Castle (Mussorgsky / Arr. Emerson)
6. Blues Variation (Emerson / Lake / Palmer)
7. Promenade (Mussorgsky / Arr. Emerson)
8. The Hut of Baba Yaga (Mussorgsky / Arr. Emerson)
9. The Curse of Baba Yaga (Emerson / Lake / Palmer)
10. The Hut of Baba Yaga (Mussorgsky / Arr. Emerson)
11. The Great Gates of Kiev (Mussorgsky / Arr. Lake)